# Барак, Эхуд
Эху́д Бара́к (фамилия при рождении Бруг, ивр. אהוד ברקо файле‎, род. 12 февраля 1942, кибуц Мишмар-ха-Шарон, Палестина) — израильский военный и политический деятель, генерал-лейтенант. Начальник генштаба 1991—1995. Премьер-министр Израиля (1999—2001). Лидер партии «Авода» (1997—2001 и 2007—2011). С 2011 года лидер партии «Ацмаут».

## Ранние годы
Родители — Исраэль Брог (1910—2002), родившийся в городе Паневежис (Литва), а затем оказавшийся в Мелитополе (Украина), и мать Эстер (в девичестве: Годин) (1913—2013), которая родилась в Варшаве, в семье, прибывшей в Польшу из Смоленска.
В школе учился неохотно. Впоследствии, будучи офицером ЦАХАЛа, он получил высшее образование: в 1968 году окончил Еврейский университет в Иерусалиме, получив степень бакалавра в области физики и математики, позднее окончил экономический факультет Стэнфордского университета в Калифорнии (магистр в области системного анализа).

## Служба в армии и военная карьера
Его военная карьера была стремительной. Начав военную службу в 1959 году в пехоте, дослужился до поста начальника Генштаба ЦАХАЛа. В 37 лет он стал бригадным генералом.
В 1964 году окончил курсы командиров спецназа во Франции, а затем обучался в Высшей военной академии Израиля и Высшей военной академии США. Участник арабо-израильских войн 1967 и 1973 гг., а также военных действий против Ливана.
Военную службу начал в 1959 году в моторизированной пехоте, но вскоре был переведён в элитное секретное спецподразделение Генштаба «Сайерет Маткаль». В период 1971—1973 годов — возглавлял Сайерет Маткаль. Возглавлял первый успешный штурм захваченного самолета (Операция «Изотоп»). Был организатором ряда диверсионных актов — секретной операции 1973 года по ликвидации в Бейруте трех лидеров Организации освобождения Палестины (Операция «Весна молодости»); рейда израильских коммандос в Тунис, жертвой которого стал один из военных руководителей ООП Вазир (Абу Джихад) и других.
В войне Судного дня (1973) командовал танковым батальоном. Был одним из ключевых разработчиков операции «Энтеббе» по освобождению заложников самолёта, угнанного в Уганду. В 1982 году возглавил Управление планирования Генштаба, с 1983 года руководил военной разведкой (АМАН) в чине генерал-майора, с апреля 1986 — командующий Центральным военным округом, с 1987 года — заместитель начальника Генштаба.

## Начальник генштаба
В апреле 1991 года назначен начальником Генштаба, получив одновременно звание генерал-лейтенанта. В качестве главы Генштаба Барак принял активное участие в переговорах с Иорданией и реализации иорданско-израильского мирного соглашения 1994 года. Барак руководил размещением сил ЦАХАЛ в секторе Газа и Иерихоне в рамках первых шагов выполнения ословских соглашений по урегулированию израильско-палестинского конфликта.

## Политическая карьера
После увольнения из армии обратился к политической карьере в партии Авода. В июле 1995 года получил пост министра внутренних дел в правительстве Ицхака Рабина, а уже в ноябре 1995 года — портфель министра иностранных дел в правительстве Шимона Переса. С мая 1996 — член Кнессета от партии Авода. После поражения Шимона Переса на первых прямых выборах премьер-министра Израиля в 1996 году выдвинул свою кандидатуру на должность лидера партии и выиграл внутренние партийные выборы.

## Премьер-министр
17 мая 1999 года, выступив в качестве лидера левоцентристского блока «Единый Израиль», одержал убедительную победу над бывшим премьер-министром Биньямином Нетаньяху и стал премьер-министром страны. За полтора года правительство Барака провело вывод израильских войск из Ливана, после того как они находились там последние 19 лет. Эхуд Барак выступил с планом частичной секуляризации. В июле 2000 года правительство Э.Барака начало переговоры с палестинцами об окончательной фазе урегулирования ближневосточного конфликта в рамках переговоров с Ясиром Арафатом в рамках саммита в Кэмп-Дэвиде при посредничестве президента США Билла Клинтона. Переговоры результатов не принесли, хотя Эхуд Барак предлагал палестинской стороне существенные уступки, вплоть до раздела Иерусалима. Провал переговоров привёл к началу интифады Аль-Акса, обострению интифады, развалу правительственной коалиции и похоронил его планы политических реформ.
6 февраля 2001 года он потерял пост премьер-министра, проиграв назначенные им же внеочередные выборы Ариэлю Шарону, лидеру «Ликуда» (Э. Бараку отдали свои голоса 37,6 % избирателей, 62,3 % — предпочли А. Шарона).

## От отставки до возвращения
После проигрыша на выборах Эхуд Барак временно ушёл из политики, уйдя в отставку даже со своей должности лидера партии Авода и отказавшись от предложения Шарона стать министром обороны в его правительстве. После отставки Эхуд Барак занялся чтением лекций в университетах и на экономических форумах и консультациями по вопросам безопасности.

## Возвращение в политику в 2007
На выборах лидера партии Авода 28 мая 2007 года занял первое место, выйдя во второй тур с Ами Аялоном, которого победил 12 июня и вернулся на пост лидера партии.
Вскоре после выборов сменил Амира Переца на посту министра обороны в составе кабинета Ольмерта. Эхуд Барак, как министр обороны руководил операцией «Литой свинец» по нанесению удара инфраструктурам ХАМАСА в секторе Газа вследствие ракетного обстрела Сдерота и Западного Негева. На выборах 10 февраля 2009 года партия Авода получила только 13 мандатов, вместо 19 в Кнессете предыдущего созыва и Эхуд Барак объявил о намерении оставаться в оппозиции и пытаться восстановить доверие к партии на следующих выборах, однако в марте принял предложение Биньямина Нетаньяху занять пост министра обороны в его правительстве.
17 января 2011 года Эхуд Барак объявил о выходе из партии Авода и организации, вместе с ещё четырьмя членами Кнессета от этой партии, новой фракции «Ацмаут» (ивр. העצמאות‎ — «Независимость»).
26 ноября 2012 года Эхуд Барак объявил во второй раз об уходе из политики.

## Награды
- Медаль «За отличие»
- 4 Знакa отличия НГШ[5]

## Образ Эхуда Барака в кино
- «Мюнхен» / «Munich» (Франция, Канада, США; 2005) режиссёр Стивен Спилберг, в роли Эхуда Барака — Джонатан Розен[6].